# Sponson
Sponson – element konstrukcyjny w postaci występu, wybrzuszenia, ryzalitu, służący do umieszczania uzbrojenia lub poprawiania stabilności konstrukcji pojazdu.

## Fortyfikacje
W fortyfikacji jest to niewielki wykusz z płyt pancernych, trój- lub czworoboczny, ze strzelnicami po obu stronach, służący do zabezpieczenia ogniem ściany budynku np. koszar. W twierdzy Kraków w sponson pancerny, w miejsce kaponiery szyjowej wyposażony był fort „Prokocim”. Sponson ten został zniszczony w 2004.

## Konstrukcja pojazdów
W budownictwie okrętowym sponsony to poszerzenia kadłuba, w celu jego stabilizacji lub umieszczenia uzbrojenia. Szczególnie popularne w końcu XIX w. Obecnie sponsony stabilizujące stosuje się rzadko.
W pierwszych czołgach były to występy w pancerzu, w których montowano uzbrojenie.
W lotnictwie sponsony to elementy rozszerzające kadłub, stosowane zwłaszcza dla poprawy stabilności np. śmigłowców lądujących na wodzie lub łodzi latających.

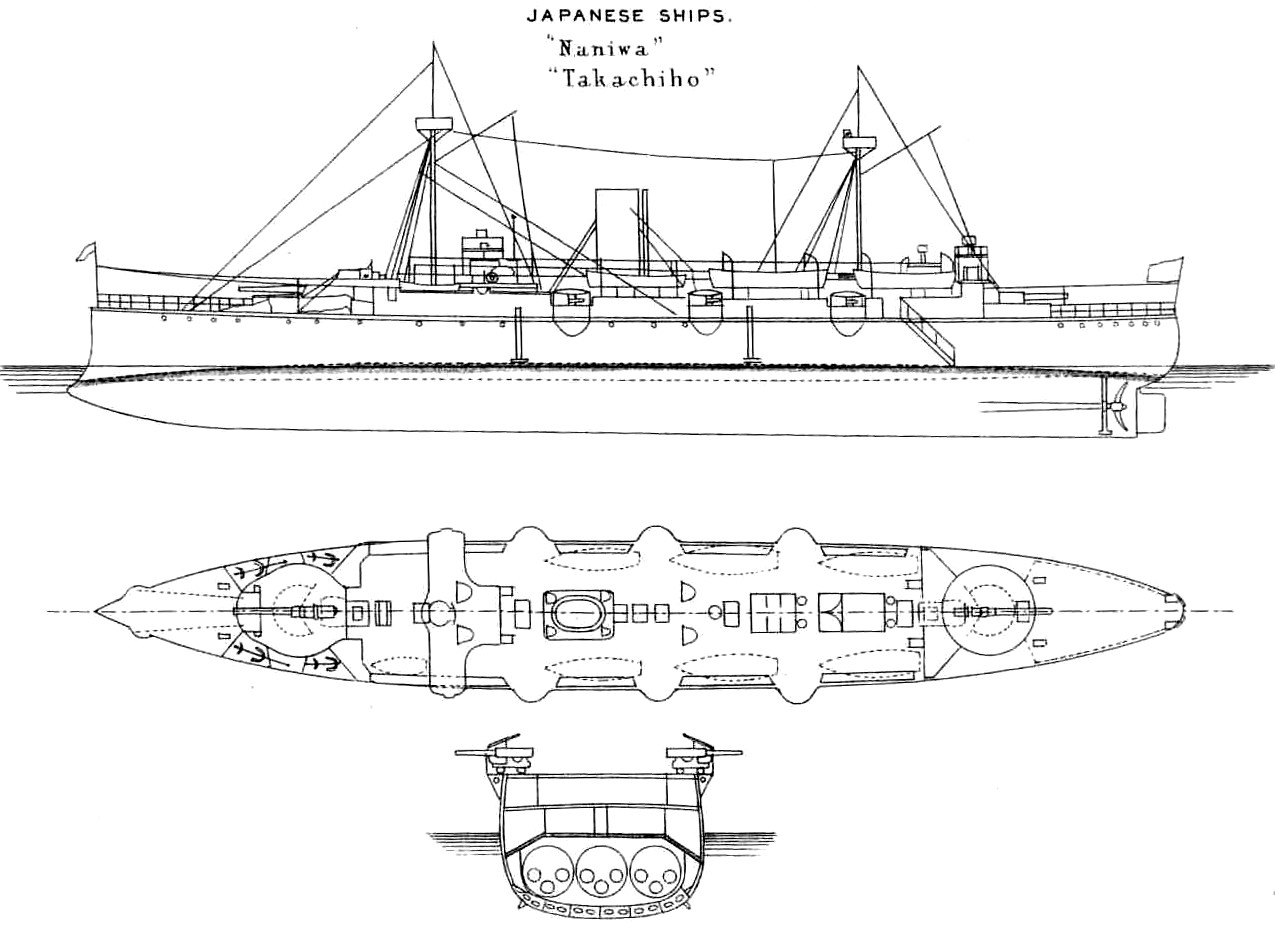
Rzut krążownika "Naniwa" z trzema sponsonami na każdej burcie, służącymi jako platformy dla dział
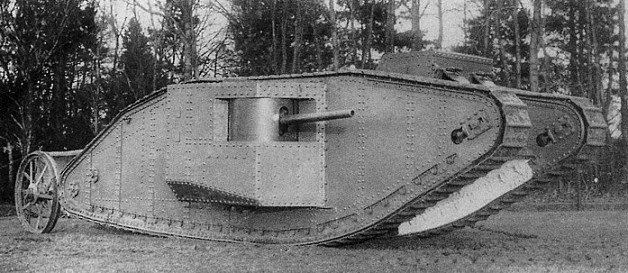
Czołg Mark I z armatą w prawym sponsonie
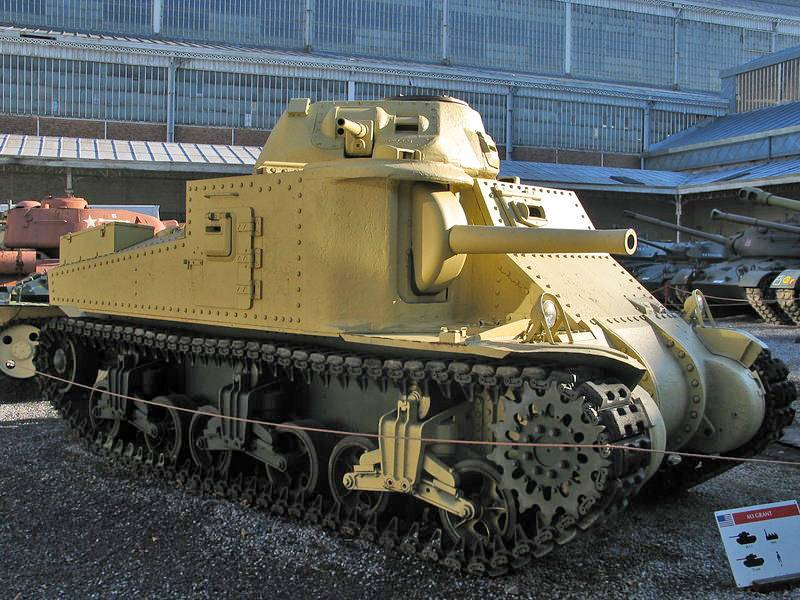
Czołg M3 Grant z głównym działem w sponsonie kadłubowym